# کلیسای کاتولیک در افغانستان

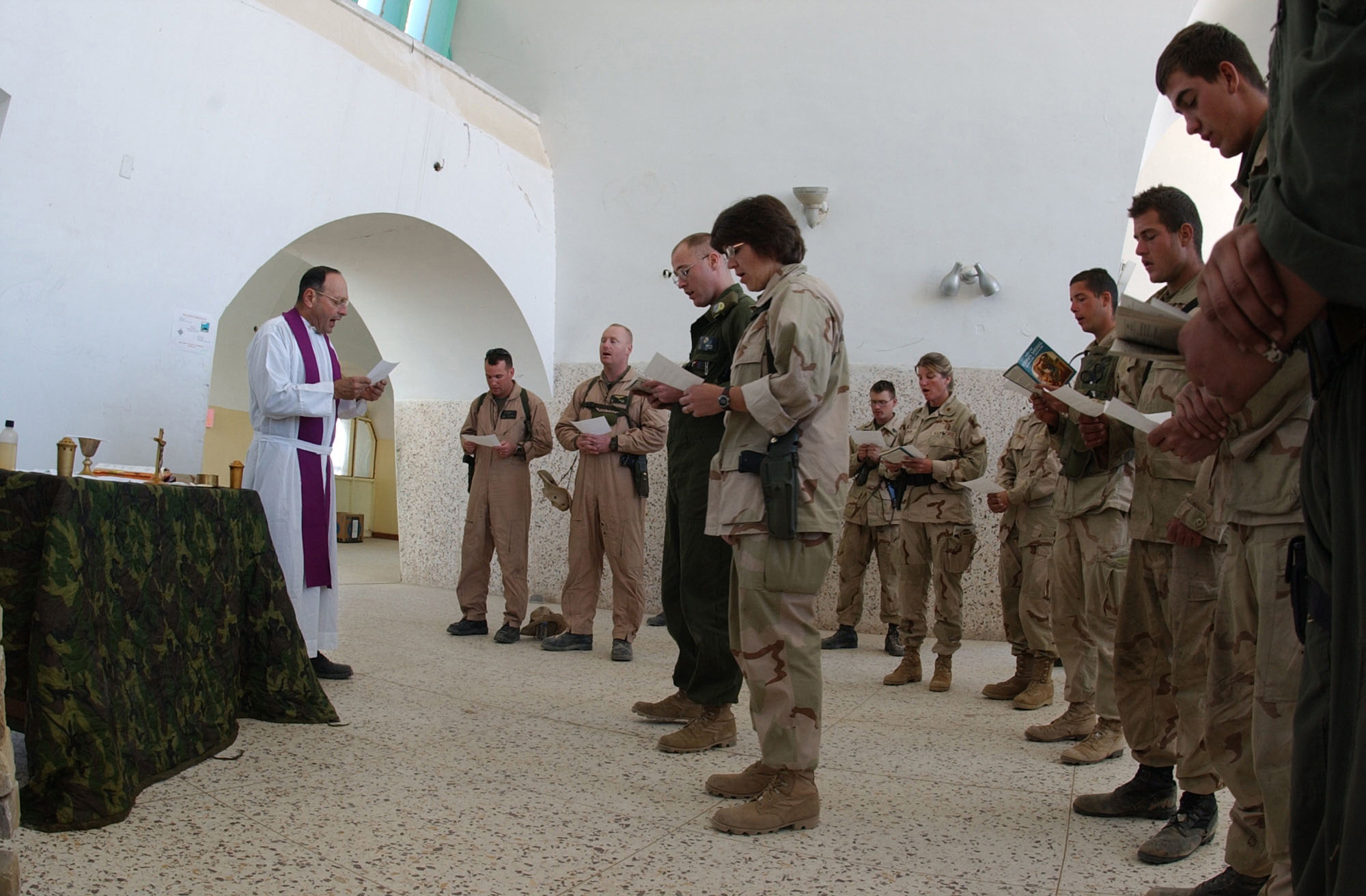
Kandahar, Afghanistan (Dec. 23, 2001) -- U.S. navy chaplain commander Joseph Scordo of Pleasantville, NY, celebrates Catholic Mass for U.S. military personnel at a forward operating base in Kandahar, Afghanistan.

کلیسای کاتولیک در افغانستان بخشی از کلیسای کاتولیک جهانی است. قبل از اوت ۲۰۲۱، تعداد کاتولیک‌ها در این کشور عمدتاً بسیار کم بود - فقط بیش از ۲۰۰ نفر در تنها کلیسای آن حضور می‌یافتند - و آزادی دین در این زمان‌ها، به ویژه تحت حکومت جدید طالبان، دشوار بوده است.
مسیحیان اولیه در افغانستان اعضای کلیسای تاریخی شرق یا کلیسای حواری ارمنی بودند و تا قرن بیستم حضور پایداری از کاتولیک‌ها در افغانستان وجود نداشت. در سال ۱۹۲۱، سفارت ایتالیا در کابل اجازه یافت تا اولین و تنها کلیسای کاتولیک قانونی را برای خدمت به خارجیانی که در پایتخت کار می‌کردند، اما برای مردم محلی باز نبود، بسازد. در ۱۶ می ۲۰۰۲، پاپ ژان پل دوم مأموریتی با نام sui iuris برای افغانستان تأسیس کرد که جوزپه مورتی به عنوان سرپرست آن منصوب شد و در حال حاضر سرپرست آن جیووانی ام. اسکالزه است. در سال ۲۰۰۴، مبلغان خیریه به کابل آمدند تا کارهای بشردوستانه را گسترش دهند. پس از حمله طالبان در سال ۲۰۲۱، کلیسای کاتولیک حضور فعال خود را در افغانستان متوقف کرد.

## تاریخچه

### قبل از استقلال افغانستان
مسیحیت در افغانستان از اعمال آپوکریفی توماس و سایر اسناد باستانی موجود نشات می‌گیرد. نسطوریان مسیحیت را در این منطقه به وجود آوردند و به‌طور تاریخی ۹ اسقف و دیاسه در این منطقه از جمله هرات (۴۲۴–۱۳۱۰)، فراه (۵۴۴–۱۰۵۷)، قندهار و بلخ وجود داشتند. تأسیس اولیه مسیحیت توسط فتوحات مسلمانان در قرن هفتم تحت تأثیر قرار گرفت، گرچه این سرزمین تا قرن نهم و دهم به‌طور قابل توجهی تحت کنترل مسلمانان نبود. در سال‌های ۱۵۸۱ و ۱۵۸۲ به ترتیب، یسوعیان آنتونیو دو مونتسرات از اسپانیا و بنتو دو گویس از پرتغال به گرمی توسط امپراتور اسلامی مورد استقبال قرار گرفتند، اما حضور پایداری از یسوعیان در کشور وجود نداشت.

### قرن بیستم
پادشاهی ایتالیا اولین کشوری بود که معاهده انگلیسی-افغانستان ۱۹۱۹ را به رسمیت شناخت. در ۱ ژانویه ۱۹۳۳، اگی دیو کاسپانی کلیسای موقت را افتتاح کرد. انتصاب او درخواست شخصی پاپ پیوس یازدهم به سرپرست بارنابیت بود. کاسپانی رئیس حوزه علمیه بارنابیت در رم بود. یکی از دانش‌آموزانش به عنوان همکار وی به‌طور علنی نه به عنوان کشیش، بلکه به عنوان پیک دیپلماتیک و معاون صدراعظم در سفارت منصوب شد. بدین ترتیب ارنستو کاگناچی نیز این مأموریت جدید در کابل را آغاز کرد. «در آن زمان تعداد ساکنان کاتولیک به صدها نفر می‌رسید، که اکثریت آن‌ها در پایتخت بودند، اعضای سفارتخانه‌ها یا پیمانکارانی که توسط دولت افغانستان استخدام شده بودند؛ تعداد دیگر در سراسر کشور پراکنده بودند. به‌طور کلی این جمعیت متشکل از تکنسین‌ها و کارگران متخصصی بود که مهارت‌های خود را برای ساختن انواع کارهای عمومی که پیشرفت کشور را نشان می‌داد، ارائه می‌کردند.» علاوه بر کارهای معنوی، کاسپانی یادداشت‌های دقیقی از سیاست، فرهنگ و جغرافیای سرزمین نگه می‌داشت. این مشاهدات بعداً در یک جلد ایتالیایی منتشر شد که با همکاری کاگناچی تحت عنوان «افغانستان، چهارراه آسیا» منتشر شد. طی سال‌ها، تعدادی از بارنابیت‌ها به عنوان کشیش خدمت کرده‌اند. پس از کاسپانی، جیووانی م. برناسکونی (۱۹۴۷–۱۹۵۷)؛ رافائله نانتی (۱۹۵۷–۱۹۶۵)؛ و آنجلو پانیگاتی (۱۹۶۵–۱۹۹۰) نیز حضور داشتند.

### دوران تهاجم شوروی و شورش طالبان
پاپ ژان پل دوم در دهه ۱۹۸۰ خواستار «راه حلی عادلانه» برای جنگ شوروی-افغانستان شد. جوزپه مورتی برای اولین بار در سال ۱۹۷۷ به افغانستان آمد و تا زمان حمله به سفارت ایتالیا در سال ۱۹۹۴ که موجب اصابت گلوله شد کشور را ترک نکرد. از سال ۱۹۹۰ تا ۱۹۹۴ او تنها کشیش کاتولیک در کشور بود. پس از سال ۱۹۹۴، فقط خواهران کوچک عیسی اجازه یافتند در افغانستان بمانند، زیرا از سال ۱۹۵۵ در زندگی می‌کردند و به درست کاری معروف بودند. پس از حملات ۱۱ سپتامبر ۲۰۰۱، خدمات امدادی کاتولیک لباس، غذا و ملزومات خواب برای پناهندگان بازگشته و افراد آواره داخلی ارسال کردند. آن‌ها همچنین لوازم مدرسه برای کودکانی که به مدرسه بازمی‌گشتند را خریداری کردند.